# Træna
Træna  is een gemeente in de Noorse provincie Nordland. De gemeente telde 465 inwoners in januari 2017. 

## Plaatsen in de gemeente
- Dørvær
- Hikelen
- Husøy
- Rødskjærholmen
- Sandøya (Træna)
- Sanna (Træna)
- Selvær
- Ærøya

## Galerie

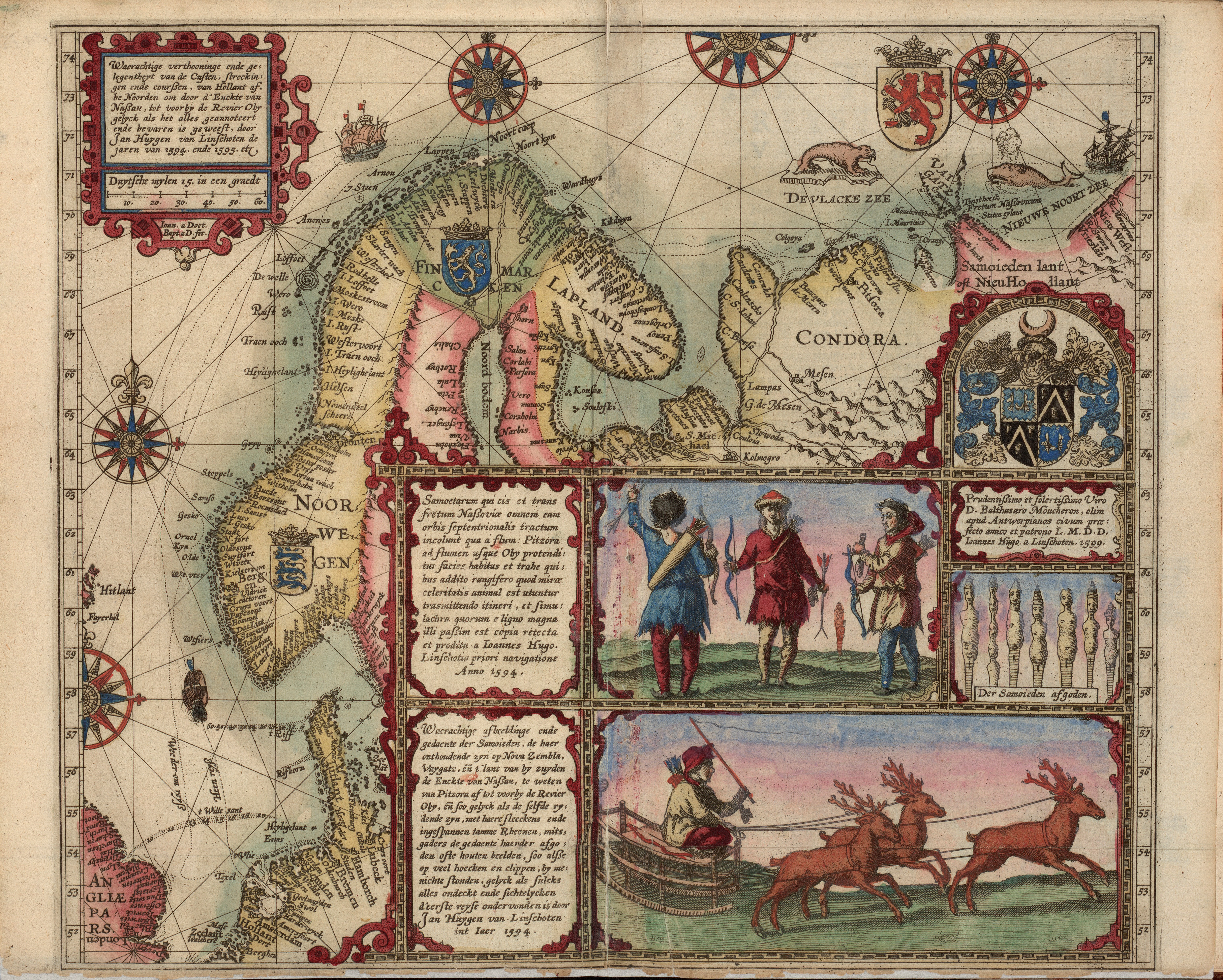
Traen ooch en Nederlands kaart 1601
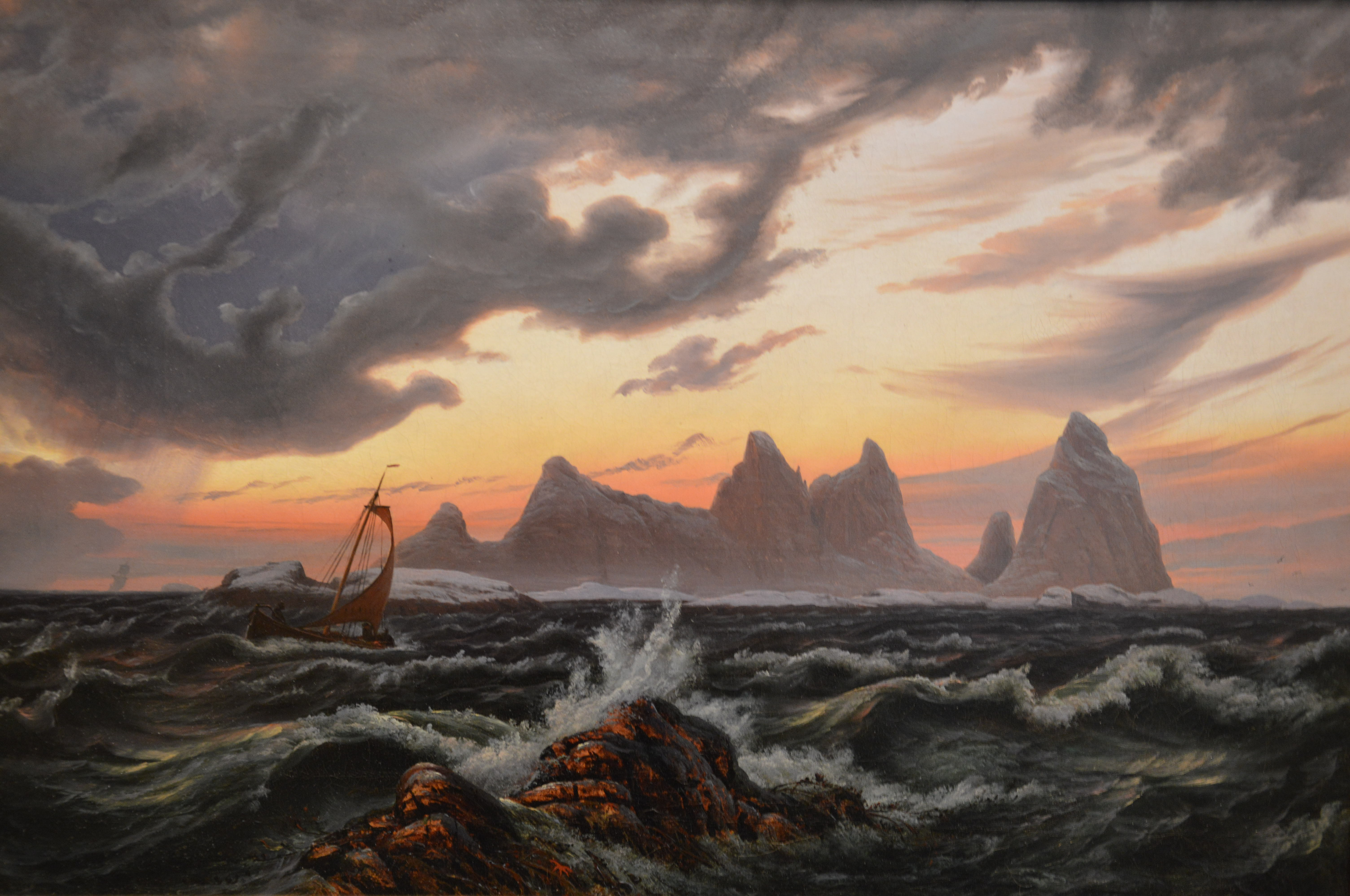
Schilderij 1838
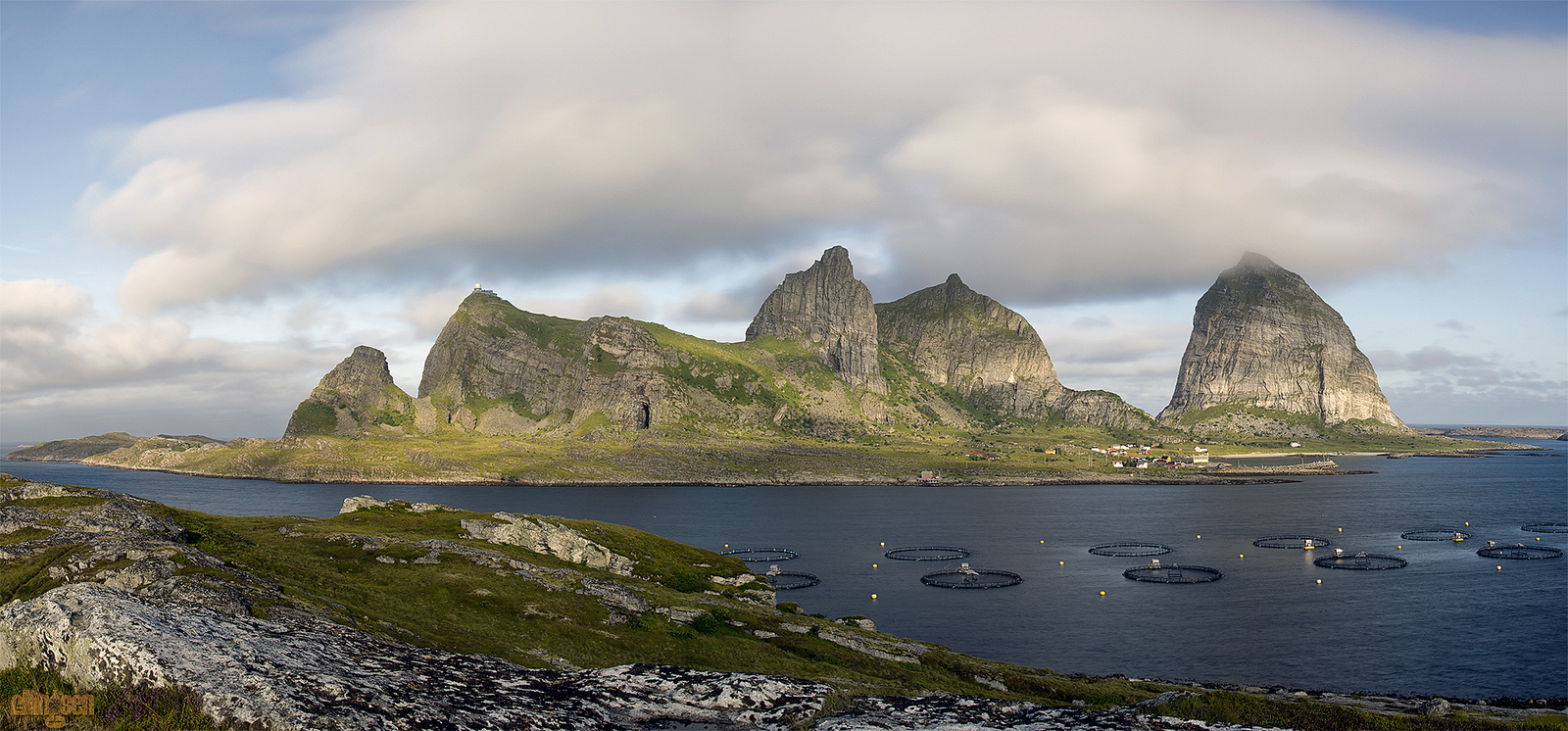
Sanna - het grootste eiland
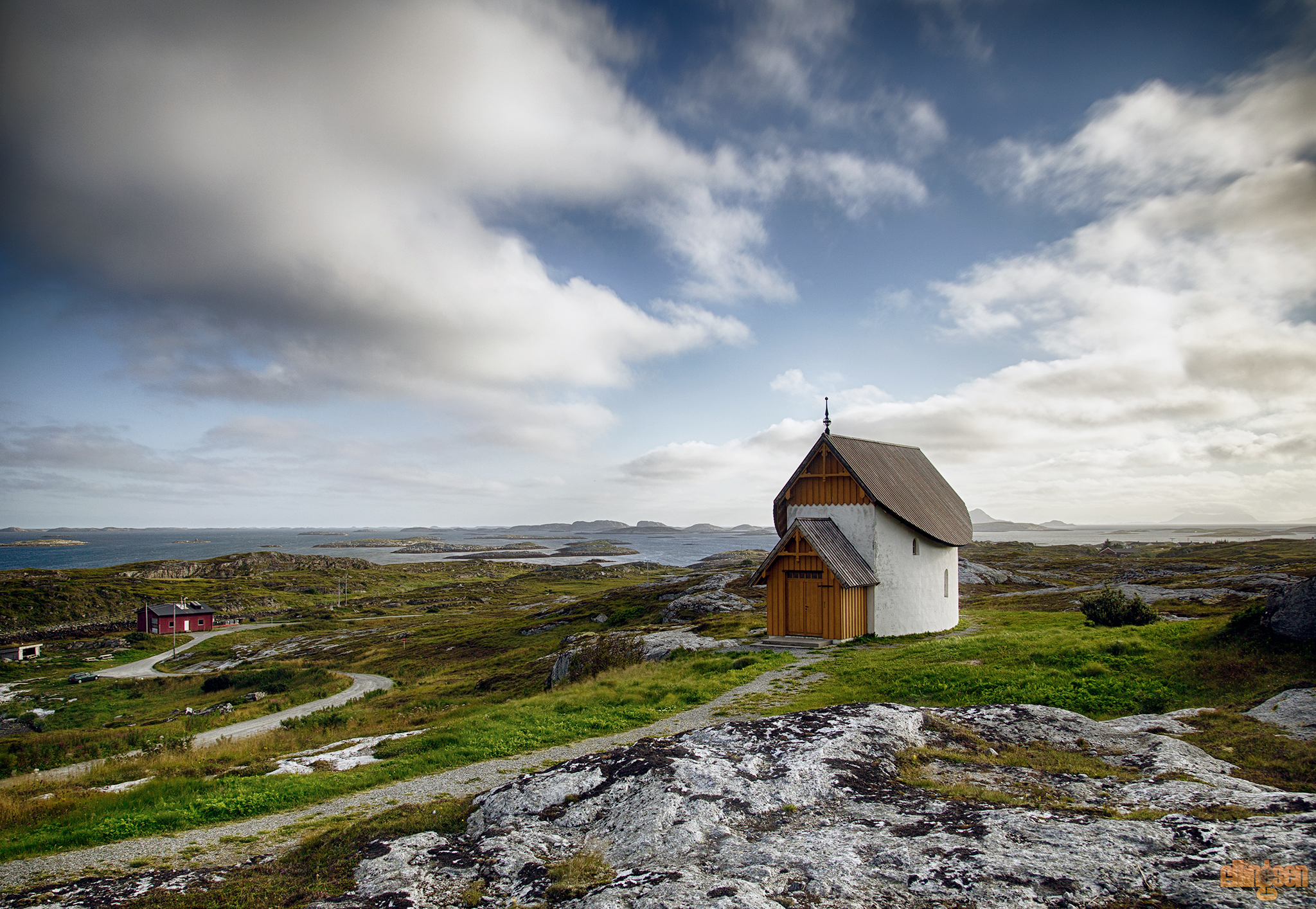
Petter Dass-kapel
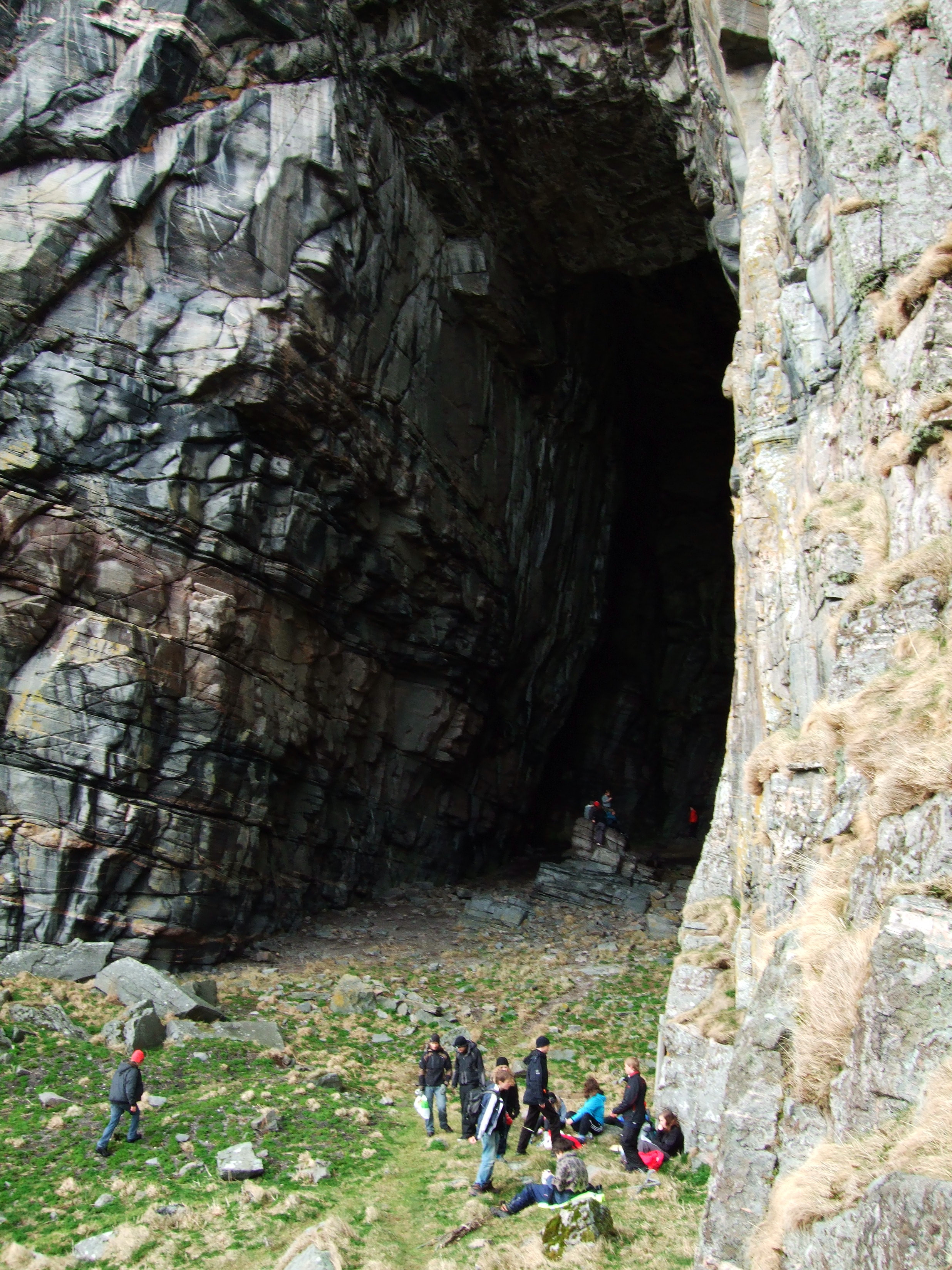
Kirkhellaren - steentijdgrot